# Хампшир (округ, Западная Виргиния)
Округ Хампшир (англ. Hampshire County) располагается в США, штате Западная Виргиния. Официально образован в 1754 году, получил своё название по наименованию исторической местности и графства Хэмпшир в Великобритании. По состоянию на 2012 год, численность населения составляла 23 709 человек.

## География
По данным Бюро переписи США, общая площадь округа равняется 1671 км², из которых 1658 км² суша и 11 км² или 0,7 % это водоёмы.

### Соседние округа
- Аллегейни (Мэриленд) — север
- Морган (Западная Виргиния) — северо-восток
- Фредерик (Виргиния) — восток
- Харди (Западная Виргиния) — юг
- Минерал (Западная Виргиния) — запад

## Демография
По данным переписи населения 2000 года в округе проживает 20 203 жителей в составе 7 955 домашних хозяйств и 5 640 семей. Плотность населения составляет 12 человек на км². На территории округа насчитывается 11 185 жилых строений, при плотности застройки 7 строений на км². Расовый состав населения: белые — 98,04 %, афроамериканцы — 0,83 %, коренные американцы (индейцы) — 0,24 %, азиаты — 0,16 %, гавайцы — 0,02 %, представители других рас — 0,12 %, представители двух или более рас — 0,59 %. Испаноязычные составляли 0,55 % населения независимо от расы.
В составе 31,30 % из общего числа домашних хозяйств проживают дети в возрасте до 18 лет, 56,70 % домашних хозяйств представляют собой супружеские пары проживающие вместе, 9,50 % домашних хозяйств представляют собой одиноких женщин без супруга, 29,10 % домашних хозяйств не имеют отношения к семьям, 24,60 % домашних хозяйств состоят из одного человека, 10,60 % домашних хозяйств состоят из престарелых (65 лет и старше), проживающих в одиночестве. Средний размер домашнего хозяйства составляет 2,49 человека, и средний размер семьи 2,94 человека.
Возрастной состав округа: 25,10 % моложе 18 лет, 7,10 % от 18 до 24, 27,60 % от 25 до 44, 25,60 % от 45 до 64 и 14,60 % от 65 и старше. Средний возраст жителя округа 38 лет. На каждые 100 женщин приходится 99,70 мужчин. На каждые 100 женщин старше 18 лет приходится 97,30 мужчин.
Средний доход на домохозяйство в округе составлял 31 666 USD, на семью — 37 616 USD. Среднестатистический заработок мужчины был 28 884 USD против 19 945 USD для женщины. Доход на душу населения составлял 14 851 USD. Около 12,90 % семей и 16,30 % общего населения находились ниже черты бедности, в том числе — 22,70 % молодёжи (тех кому ещё не исполнилось 18 лет) и 13,10 % тех кому было уже больше 65 лет.

## Населённые пункты
В Хампшире два города — Ромни и Кейпон-Бридж, две статистически обособленных местности — Грин-Спринг и Спрингфилд, 65 невключённых территорий.